# Ганс-Петер Брігель
Ганс-Петер Брігель (нім. Hans-Peter Briegel, нар. 11 жовтня 1955, Роденбах) — колишній німецький футболіст, що грав на позиції захисника та півзахисника. Відомий, зокрема, виступами за «Кайзерслаутерн» і збірну ФРН. Надалі — футбольний тренер.

## Клубна кар'єра
Ганс-Петер Брігель народився у Роденбасі неподалік Кайзерслаутерна і ще у юності почав займатися легкою атлетикою (біг на 100 метрів, стрибки, метання). Проте, не зважаючи на це, у 1972-му у віці 17 років він полишив атлетику щоб грати у футбол у місцевому клубі «Роденбах». Зазвичай грав на позиції лівого захисника або опорного півзахисника. Його цінували не тільки за хороші фізичні дані, а й за техніку володіння м'ячем та гольове чуття.
Через два роки його помітив Еріх Ріббек і запросив тренуватися разом з командою «Кайзерслаутерн». Скоро Брігель почав виходити в основному складі на позиції захисника. З «Кайзерслаутерном» він двічі дійшов до фіналу Кубка Німеччини. У 1984 році Ганс-Петер перейшов до італійської «Верони», відразу ставши ключовим гравцем, і у першому ж сезоні несподівано здобув золоті нагороди чемпіонату Італії. В італійському клубі він змінив позицію з лівого захисника на опорного півзахисника і став одним з головних відкриттів чемпіонату. У тому ж році його було визнано футболістом року в Німеччині.
Після закінчення контракту з «Вероною» у 1986 році Брігель перейшов до іншого представника Серії А — «Сампдорії», з якою зміг виграти Кубок Італії 1987–88. У 1988 році Ганс-Петер Брігель завершив кар'єру гравця.

## Виступи за збірну
Ганс-Петер Брігель дебютував за збірну 17 жовтня 1979 року у матчі кваліфікаційного раунду до Євро-80 проти команди Уельсу. У 1980 Ганс-Петер у складі збірної під проводом Юппа Дерваля завоював золоті нагороди чемпіонату Європи, а на чемпіонатах світу 1982 та 1986 його команда була другою.

## Титули і досягнення
«Кайзерслаутерн»
- Кубок ФРН
  - Фіналіст (2): 1975–76, 1980–81

 «Верона»
- Чемпіонат Італії
  - Чемпіон (1): 1984–85

 «Сампдорія»
- Кубок Італії
  - Володар (1): 1987–88

 Збірна ФРН
- Чемпіонат Світу
  - Срібний призер (2): 1982, 1986
- Чемпіонат Європи
  - Чемпіон (1): 1980